# Profonde tenebre
Profonde tenebre (Die Säge des Todes) è un film horror del 1981 diretto da Jesús Franco.

## Trama
Miguel, a seguito di un brutale omicidio commesso, viene imprigionato in un manicomio criminale e condannato a scontare cinque anni. Uscito di prigione, l'ex assassino si trasferisce presso un collegio femminile ove lavora la sorella Manuela. All'interno dell'istituto si verificano sinistri delitti e, inevitabilmente, Miguel viene additato come principale responsabile.

## Produzione

### Sceneggiatura
Franco si addentra, per la prima volta, nel genere slasher, contaminando la vicenda con elementi splatter e velatamente erotici.
Diversamente dalla maggior parte dei lavori del cineasta, il copione non è ad opera del medesimo bensì dello scenografo Erich Tomek.

## Colonna sonora
Secondo il sito Imdb, il produttore esecutivo Otto Rezter avrebbe, inizialmente, contattato, per il commento sonoro, i Pink Floyd. La soundtrack viene affidata, invece, all'austriaco Gerhard Heinz, celebre per i suoi spartiti esotici. A distanza di anni, in un'intervista, Franco ha espressamente dichiarato di odiare la scelta musicale.

## Distribuzione

### Data di uscita e divieti
Uscito nelle sale italiane il 5 giugno 1981, la pellicola viene esportata, in seguito, negli USA e, perfino, ad Hong Kong.
Il lungometraggio è vietato ai minori di 18 anni per contenuti espliciti. Rientra, inoltre, nella lista video nasty.
Profonde tenebre è, attualmente, presente in alcune piattaforme streaming, oltre ad essere stato edito in home video.

## Influenza culturale
L'incipit di Matador mostra numerose analogie con l'opera di Franco. Inoltre, Pedro Almodóvar omaggia la pellicola inserendola in una scena del suo film.